# Jean-Pierre Kuhn
Jean-Pierre Kuhn (7 de maio de 1903, data de morte desconhecida) foi um ex-ciclista luxemburguês.
Participou nos Jogos Olímpicos de 1924, realizados em Paris, França, onde competiu na prova individual e por equipes do ciclismo de estrada.